# Усільне
Усі́льне (Úsilné) — громада та село в районі Чеські Будейовиці в Південночеському краї Чеської Республіки. Налічує близько 500 жителів.
Усі́льне лежить приблизно в 5 км на північний схід від Чеські Будейовиці та 120 км на південь від Праги.